# Popis turskih predsjednika

## Popis predsjednika Republike Turske (1923. – danas)
| #   | Ime (rođen - umro)                    | Fotografija | Početak obnašanja dužnosti | Kraj obnašanja dužnosti | Stranka                       |
| --- | ------------------------------------- | ----------- | -------------------------- | ----------------------- | ----------------------------- |
| 1.  | Mustafa Kemal Atatürk (1881. – 1938.) |             | 29. listopada 1923.        | 10. studenog 1938.      | Republikanska narodna stranka |
| 2.  | İsmet İnönü (1884. – 1973.)           |             | 11. studenog 1938.         | 22. svibnja 1950.       | Republikanska narodna stranka |
| 3.  | Celal Bayar (1883. – 1986.)           |             | 22. svibnja 1950.          | 27. svibnja 1960.       | Demokratska stranka           |
| 4.  | Cemal Gürsel (1895. – 1966.)          |             | 10. listopada 1961.        | 28. ožujka 1966.        | vojska                        |
| 5.  | Cevdet Sunay (1899. – 1982.)          |             | 28. ožujka 1966.           | 28. ožujka 1973.        | vojska                        |
| 6.  | Fahri Korutürk (1903. – 1987.)        |             | 6. travnja 1973.           | 6. travnja 1980.        | vojska                        |
| 7.  | Kenan Evren (1917. – 2015.)           |             | 9. studenog 1982.          | 9. studenog 1989.       | vojska                        |
| 8.  | Turgut Özal (1927. – 1993.)           |             | 9. studenog 1989.          | 17. travnja 1993.       | Domovinska stranka            |
| 9.  | Süleyman Demirel (1924. – 2015.)      |             | 16. svibnja 1993.          | 16. svibnja 2000.       | Stranka istinskog puta        |
| 10. | Ahmet Necdet Sezer (1941. – )         |             | 16. svibnja 2000.          | 28. kolovoza 2007.      | sudstvo                       |
| 11. | Abdullah Gül (1950. – )               |             | 28. kolovoza 2007.         | 28. kolovoza 2014.      | Stranka pravde i razvoja      |
| 12. | Recep Tayyip Erdoğan (1954. – )       |             | 28. kolovoza 2014.         | -                       | Stranka pravde i razvoja      |

## Vršitelji dužnosti
- Cemal Gürsel (27. svibnja 1960. – 10. listopada 1961.) - obnašao je dužnost s titulom "šefa države" nakon vojnog udara u svibnju 1960.
- Tekin Arıburun (29. ožujka 1973. – 6. travnja 1973.) - predsjednik Senata. Služio je kao vršitelj dužnosti Predsjednika.
- İhsan Sabri Çağlayangil (6. travnja 1980. – 12. rujan 1980.) - predsjednik Senata.
- Kenan Evren (12. rujna 1980. – 9. studenog 1982.) - obnašao je dužnost s titulom "šefa države" nakon vojnog udara u rujnu 1980.
- Hüsamettin Cindoruk (17. travnja 1993. – 16. svibnja 1993.) - predsjednik Parlamenta. Obnašao dužnost nakon smrti Turguta Özala.

## Napomene
1. ↑  Do 1924. nosila je naziv Narodna stranka

## Vanjske poveznice
- (engl.) Bivši predsjednici Republike Turske  Arhivirana inačica izvorne stranice od 4. listopada 2011. (Wayback Machine)